# 德國古典美學
德國古典美學，是從18世紀末到19世紀初，由康德為始，到黑格爾之间形成的一股強大的唯心主義美學。當時德國政經落後， 社會上依然是上昇的資產階級和沒落的封建貴族之間的矛盾。德國古典美學是資產階級的意識形態，他們主要目標是要把感性和理性結合起來尋求自由。

## 主要思想家
- 康德
- 歌德
- 席勒
- 黑格尔